# Lucius Aurelius Avianius Symmachus
Lucius Aurelius Avianius Symmachus (signo Phosphorius) († 376) war ein spätantiker römischer Senator. 
Symmachus war wahrscheinlich der Sohn des Aurelius Valerius Symmachus Tullianus, des Konsuls des Jahres 330, und stammte aus der stadtrömischen senatorischen Familie der Symmachi. Wie seine Familie generell war er ein Anhänger der traditionellen Götterkulte, unter anderem war er mehrmals pontifex maior sowie quindecimvir sacris faciundis. Als praefectus annonae unter Constans war der hochangesehene Symmachus außerdem für die Getreideversorgung Roms verantwortlich (zwischen 340 und 350). 360 wurde er vicarius urbis Romae, ein Untergebener des Prätorianerpräfekten für Italien und dessen Stellvertreter. 361 gehörte er einer Delegation an, die vom Senat zum damaligen Kaiser Constantius II. entsandt wurde; anscheinend wurde er oft mit Gesandtschaften zum Hof betraut. Kaiser Julian (361–363) soll ihn sehr geschätzt haben. 
Symmachus bekleidete 364/65 auch das Amt des Stadtpräfekten von Rom. Er war offenbar sehr wohlhabend. Für das Jahr 377 war er als Konsul vorgesehen, doch verstarb er kurz vorher. Zu seinem Andenken wurden zwei vergoldete Statuen errichtet, eine in Rom, eine in der östlichen Hauptstadt Konstantinopel. Sein Sohn, der berühmte Redner und Politiker Quintus Aurelius Symmachus, rühmte sein rhetorisches Talent und seine Dichtkunst. Erhalten ist von seinen Schriften jedoch nur ein Brief, der auch fünf Epigramme enthält. Lucius war verschwägert mit Volusius Venustus, dem Vater des Virius Nicomachus Flavianus.